# Campeonato Mundial de Badminton de 2013
O Campeonato Mundial de Badminton de 2013 foi a 20º edição do torneio realizado em Guangzhou, China, de 5 de agosto a 11 de agosto de 2013. O campeonato foi realizado no Tianhe Sports Center.

## Resultados
| Evento            | Ouro                                         | Prata                                      | Bronze                                                                                |
| ----------------- | -------------------------------------------- | ------------------------------------------ | ------------------------------------------------------------------------------------- |
| Simples masculino | Lin Dan · China                              | Lee Chong Wei · Malásia                    | Du Pengyu · China Nguyễn Tiến Minh · Vietname                                         |
| Duplas Masculinas | Mohammad Ahsan · Hendra Setiawan · Indonésia | Mathias Boe · Carsten Mogensen · Dinamarca | Cai Yun · Fu Haifeng · China Kim Ki-Jung · Kim Sa-Rang · Coreia do Sul                |
| Simples feminino  | Ratchanok Intanon · Tailândia                | Li Xuerui · China                          | Bae Youn-Joo · Coreia do Sul Pusarla Venkata Sindhu · Índia                           |
| Duplas feminino   | Wang Xiaoli · Yu Yang · China                | Eom Hye-Won Jang Ye-Na Coreia do Sul       | Christinna Pedersen · Kamilla Rytter Juhl · Dinamarca Tian Qing · Zhao Yunlei · China |
| Duplas mistas     | Tontowi Ahmad · Lilyana Natsir · Indonésia   | Xu Chen · Ma Jin · China                   | Shin Baek-Cheol · Eom Hye-Won · Coreia do Sul Zhang Nan · Zhao Yunlei · China         |

## Quadro de Medalhas
| Ordem | País          | Medalha de ouro | Medalha de prata | Medalha de bronze | Total |
| ----- | ------------- | --------------- | ---------------- | ----------------- | ----- |
| 1     | China         | 2               | 2                | 4                 | 8     |
| 2     | Indonésia     | 2               | 0                | 0                 | 2     |
| 3     | Tailândia     | 1               | 0                | 0                 | 1     |
| 4     | Coreia do Sul | 0               | 1                | 3                 | 4     |
| 5     | Dinamarca     | 0               | 1                | 1                 | 2     |
| 6     | Malásia       | 0               | 1                | 0                 | 1     |
| 7     | Índia         | 0               | 0                | 1                 | 1     |
| 7     | Vietname      | 0               | 0                | 1                 | 1     |
| Total | Total         | 5               | 5                | 10                | 20    |

## Ligações Externas
- Sítio oficial